# Weedcraft Inc
Weedcraft Inc — компьютерная игра в жанре симулятор, разработанная Vile Monarch и изданная Devolver Digital. Релиз игры состоялся 11 апреля 2019 года для Windows.

## Обзор
Целью Weedcraft Inc ставит создание собственного бизнеса и приведение его к процветанию. Фишка игры в том, что развивать придется торговлю различными нелегальными товарами. Эта сфера очень опасна и таит в себе множество сложностей. Необычная экономическая стратегия, где ошибки чреваты неприятными последствиями, заставит тщательно планировать каждое действие.
В распоряжении Вашего персонажа имеется небольшая ферма, в которой он будет заниматься выращиванием конопли. Главными врагами бизнеса станут соседи и полицейские, необходимо тщательно скрывать от них свою деятельность. В этих условиях нужно будет нанять сотрудников, которым можно доверять. Но вырастить травку – еще полдела, не менее важен ее сбыт. Поэтому Вашему персонажу приходится одновременно решать массу финансовых, политических, криминальных и культурных проблем, и даже искать себе «крышу».

## Разработка
Weedcraft Inc была анонсирована 1 октября 2018. 13 марта 2019 разработчики раскрыли дату выхода игры. 11 апреля 2019 состоялся релиз на Windows. Из-за тематики игры у неё возникли проблемы с рекламой. 29 сентября 2022 состоялся релиз игры на Xbox One, Xbox Series X/S и PlayStation 4, а 3 ноября на Nintendo Switch.

## Отзывы критиков
| Сводный рейтинг       | Сводный рейтинг |
| Агрегатор             | Оценка          |
| --------------------- | --------------- |
| Metacritic            | 67/100          |
| OpenCritic            | 70/100          |
| Иноязычные издания    |                 |
| Издание               | Оценка          |
| GameSpot              | 5/10            |
| Jeuxvideo.com         | 16/20           |
| PC Gamer (US)         | 75/100          |
| Русскоязычные издания |                 |
| Издание               | Оценка          |
| Stratege              | 70/100          |

Weedcraft Inc получила смешанные отзывы, согласно агрегатору рецензий Metacritic.
Критик с сайта Jeuxvideo.com высоко оценил игровую механику, «баланс между микроуправлением и крупномасштабными решениями» и обучение.
Ян Бирнбаум из PC Gamer оценил игру на 75 баллов из 100, при подведении итогов отметил что игра «почти достигает цели».
Критик с сайта GameSpot Киан Махер положительно оценил механику игры.